# Neseutegaeus latus
Neseutegaeus latus är en kvalsterart som beskrevs av Hammer 1966. Neseutegaeus latus ingår i släktet Neseutegaeus och familjen Eutegaeidae. Inga underarter finns listade i Catalogue of Life.